# (11619) 1996 GG17
(11619) 1996 GG17 est un astéroïde de la ceinture principale d'astéroïdes découvert en 1996.

## Description
(11619) 1996 GG17 a été découvert le 13 avril 1996 à Kushiro (Japon) par Seiji Ueda et Hiroshi Kaneda.

### Caractéristiques orbitales
L'orbite de cet astéroïde est caractérisée par un demi-grand axe de 2,53 UA, un périhélie de 2,20 UA, une excentricité de 0,13 et une inclinaison de 6,93° par rapport à l'écliptique. Du fait de ces caractéristiques, à savoir un demi-grand axe compris entre 2 et 3,2 UA et un périhélie supérieur à 1,666 UA, il est classé, selon la JPL Small-Body Database, comme objet de la ceinture principale d'astéroïdes.

### Caractéristiques physiques
(11619) 1996 GG17 a une magnitude absolue (H) de 13,3 et un albédo estimé à 0,083.